# Anne Veski
Anne Veski (née le 27 février 1956 à Rapla) est une chanteuse estonienne.